# Sauropsis
Sauropsis (uit het Grieks: σαῦρος saûros, 'hagedis' en Grieks: ὄψῐς ópsis 'kijken') is een geslacht van uitgestorven straalvinnige beenvissen.